# Ciak d'oro per il migliore film straniero
Il Ciak d'oro per il migliore film straniero è stato un premio assegnato nell'ambito della premiazione annuale dei Ciak d'oro, dal 1986 al 2014, alla migliore produzione straniera.

## Vincitori
- 1986 - La mia Africa (Out of Africa) di Sydney Pollack (USA)
- 1987 - Platoon di Oliver Stone (USA)
- 1988 - Full Metal Jacket di Stanley Kubrick (USA)
- 1989 - Rain Man - L'uomo della pioggia (Rain Man) di Barry Levinson (USA)
- 1990 - L'attimo fuggente (Dead Poets Society) di Peter Weir (USA)
- 1991 - Balla coi lupi (Dances with Wolves) di Kevin Costner (USA)
- 1992 - Thelma & Louise di Ridley Scott (USA)
- 1993 - La moglie del soldato (The Crying Game) di Neil Jordan (Regno Unito)
- 1994 - Schindler's List - La lista di Schindler (Schindler's List) di Steven Spielberg (USA)
- 1995 - Forrest Gump di Robert Zemeckis (USA)
- 1996 - Seven di David Fincher (USA)
- 1997 - Shine di Scott Hicks (Australia)
- 1998 - Titanic di James Cameron (USA)
- 1999 - The Truman Show di Peter Weir (USA)[1]
- 2000 - American Beauty di Sam Mendes (USA)[2]
- 2001 - Billy Elliot di Stephen Daldry (Regno Unito)[3]
- 2002 - Parla con lei (Hable con ella) di Pedro Almodóvar (Spagna)[4]
- 2003 - Il pianista (The Pianist) di Roman Polański (Regno Unito-Francia-Polonia-Germania)
- 2004 - Mystic River di Clint Eastwood (USA)[5]
- 2005 - Mare dentro (Mar adentro) di Alejandro Amenábar (Spagna)[6]
- 2006 - La fabbrica di cioccolato (Charlie and the Chocolate Factory) di Tim Burton (USA)
- 2007 - La ricerca della felicità (The Pursuit of Happyness) di Gabriele Muccino (USA)
- 2008 - Into the Wild - Nelle terre selvagge (Into the Wild) di Sean Penn (USA)
- 2009 - Gran Torino di Clint Eastwood (USA)
- 2010 - Bastardi senza gloria (Inglourious Basterds) di Quentin Tarantino (USA-Germania)
- 2011 - Inception di Christopher Nolan (USA-Regno Unito)
- 2012 - 1º classificato The Artist di Michel Hazanavicius (Francia)[7]

2º classificato La talpa (Tinker Tailor Soldier Spy) di Tomas Alfredson (Regno Unito)
3º classificato Drive di Nicolas Winding Refn (USA)
- 2013 - Il lato positivo - Silver Linings Playbook (Silver Linings Playbook) di David O. Russell (USA)
- 2014 - La vita di Adele (La Vie d'Adèle - Chapitres 1 & 2) di Abdellatif Kechiche (Francia-Belgio-Spagna)